# Phoberia porrigens
Phoberia porrigens là một loài bướm đêm trong họ Erebidae.